# جاده سنگ‌فرش گل‌سرخی
جاده سنگ‌فرش گل سرخی مربوط به سده‌های متاخر دوران‌های تاریخی پس از اسلام است و در شهرستان ممسنی، بخش مرکزی، دهستان بکش ۱، روستای گل سرخی، جنوب تل سوزی واقع شده و این اثر در تاریخ ۳۰ بهمن ۱۳۸۶ با شمارهٔ ثبت ۲۰۸۵۱ به‌عنوان یکی از آثار ملی ایران به ثبت رسیده است.